# Gotthard Gottschalk von Wickede
Gotthard Gottschalk von Wickede (* 1684 in Lübeck; † 14. Februar 1737 ebenda) war ein deutscher Jurist und Ratsherr der Hansestadt Lübeck.

## Leben
Wickede entstammte einem der Lübecker Patriziergeschlechter. Er war Sohn des Gutsbesitzers Gottschalk Anton von Wickede und ein Enkel des Lübecker Ratsherrn Thomas Heinrich von Wickede. Er studierte Rechtswissenschaften in Jena, Helmstedt und in den Niederlanden. 1710 wurde er Mitglied der patrizischen Zirkelgesellschaft in Lübeck. Ihm gehörten die Lübschen Güter Kastorf und Bliestorf im Lauenburgischen. In Lübeck wurde er 1735 Ratsherr, wozu ihm Caspar Heinrich Starck eine Gratulationsschrift widmete. Die Familie verlor beide Güter kurz nach seinem Tod 1737. Der Rektor des Katharineums zu Lübeck Johann Henrich von Seelen hielt ihm die Leichenrede.
Wickede war verheiratet mit einer Tochter Lüneburger Bürgermeisters Hermann Friedrich von Witzendorff.